# Gerd Birsner

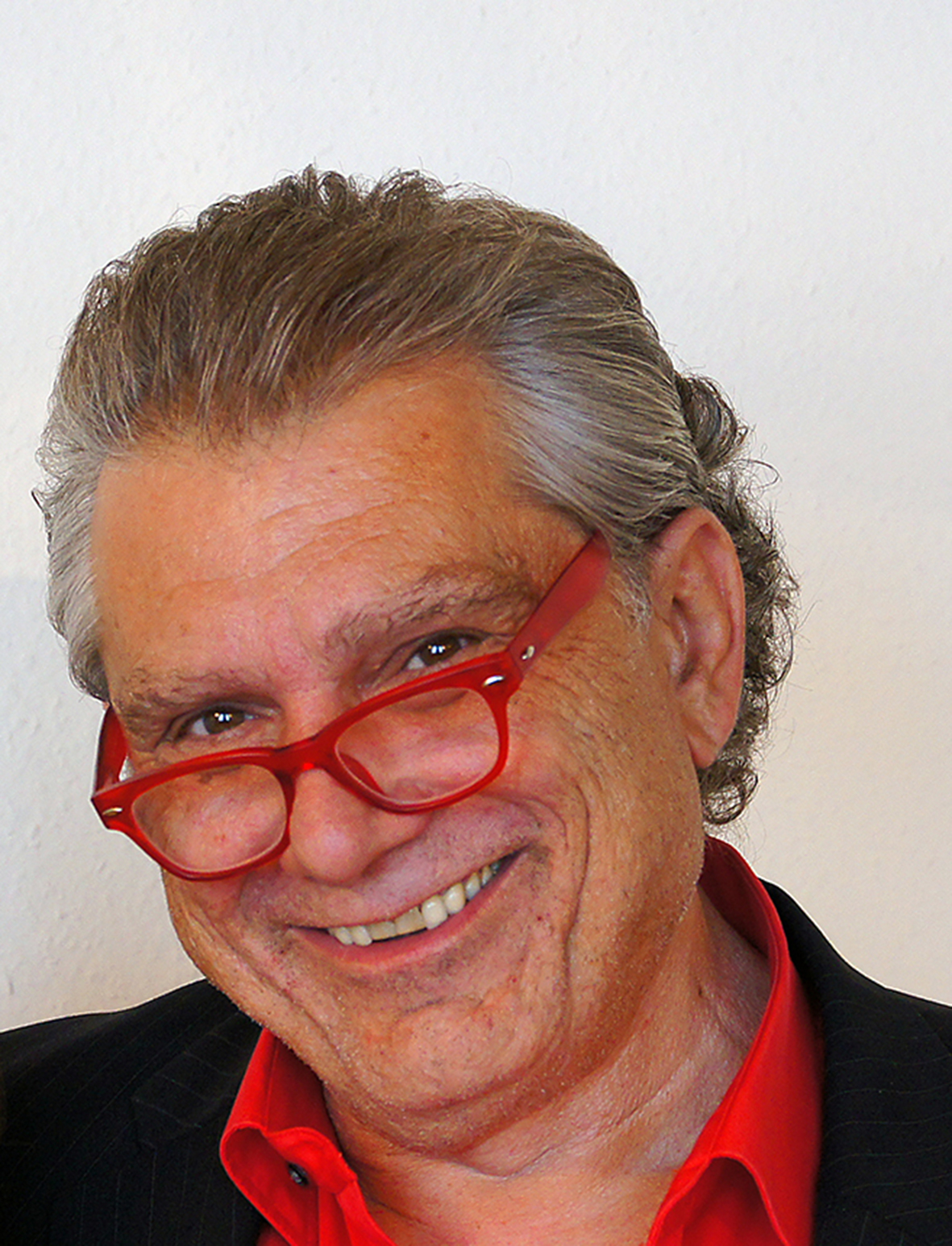
Gerd Birsner

Gerd Birsner (* 12. Juli 1953 in Sinsheim bei Heidelberg) ist ein deutscher Mundart-Liedermacher, Journalist, Rundfunkmoderator, Musikverleger und Kommunalpolitiker.

## Leben
Birsner wuchs in Neunstetten (Landkreis Buchen) und Bodersweier (Landkreis Kehl) auf. Nach dem Abitur und Zivildienst studierte er an der EWH Landau zunächst Musik und Englisch für das Lehramt. Dort schrieb er auch die ersten eigenen Lieder und komponierte für das Studentenorchester. 1980 bekam er ein Stipendium für das Pop-Musik-Studium an der Fachhochschule für Musik in Hamburg.
Birsner war erster Träger des Kleinkunstpreises Baden-Württemberg. Von 1988 bis 2022 lebte er in Diersheim bei Kehl am Rhein. Von 1989 bis 2009 war er dort Ortsvorsteher. Seit Februar 2022 wohnt er in Kehl am Rhein. 
Von 2010 bis 2022 war er Projektleiter des Kultursommer Gengenbach. Für den dortigen Adventskalender schreibt er seit 2010 das allabendliche Ritual. Ab Juni 2011 erscheinen immer mittwochs Birsners Original-Ansichten als wöchentliche Kolumne in der Kehler Zeitung.

## Musik
Der bekennende Badener singt fast ausschließlich eigene Songs und trägt im badischen Regiolekt vor. Seinen ersten Auftritt hatte er 1975 in Mannheim in der Alten Feuerwache. In Hamburg studierte er Popularmusik und ließ sich im Gitarrenspiel bei Peter Horton und Hans Haider fortbilden. 1978 wurde er zum Nachwuchsfestival der Deutschen Phono-Akademie eingeladen, war 1979 der deutsche Beitrag auf dem internationalen Folkfestival des WDR auf der Domplatte und erhielt beim WDR Preise bei den Wettbewerben „Folk im Sender“ und „Internationales demokratisches Lied“. 1982 vertrat er die Bundesrepublik Deutschland auf dem Festival Menschen und Meer in Rostock. 2022 gründet er gemeinsam mit dem Kehler Gitarristen Oliver Reister das Gitarren-Du "Go!".

## Plattenlabel Schnoog
1984 gründete er sein Plattenlabel „Schnoog“ (mundartl. für ‚Schnaken, Mücken). Kurz darauf erhielt er für seine erste eigene LP „Dreikäsehochs & Luftiküsse“ den Preis-der-Deutschen-Schallplattenkritik-Vierteljahresliste. Mit dem Ramberger Liederphilosophen Peter Weißgerber produzierte er die CD „Fahrrad fahren und philosophieren“, die sich von Dezember 1999 bis Februar 2000 in der Liederbestenliste hielt. 1991 erschien die Single „Wenn de Babbe in de Schlabbe in de Rappe dabbe duut“. Etwa 60 CDs – vornehmlich akustische Musik und Liedermacher – wurden auf Schnoog Räcords veröffentlicht. Zu den Künstlern gehörten Manfred Pohlmann und Colin Wilkie.

## Radio und TV
Nach einem Auftritt mit „Birsner & Co“ (das sind neben Birsner Dieter Kindl, Bass, Thomas Langlotz, Gitarre und „Kippe“ Helbig, Percussion) beim SDR auf der Landesgartenschau in Ulm 1980 begann er in der Redaktion „Für Sie notiert“ des SDR seine Rundfunk-Mitarbeit. Bei der SDR-Jugendsendung „point“ mimte er den „Landfreak Fluppy“, und im Kinderfunk produzierte er „Also hört mal, Kinder“. Seine Erfahrungen als Kinderfunkautor verarbeitete er 1995 in seinem Kinderbuch „Walbert & Piep“. Beiträge für Schulfunk mit dem Schwerpunkt Musik folgten.
Im TV-Studio Mannheim des SDR lernte er Filme machen, moderierte dort Treffpunkt im Dritten Fernsehprogramm neben Hans Dieter Reichert und Sonja Schrecklein.

## Kommunalpolitik
Von 1989 bis 2009 war Birsner Ortsvorsteher von Rheinau-Diersheim. Zur 750-Jahr-Feier sangen und spielten 1991 in seinem historisch-augenzwinkernden Musical „Diersche forever“ 120 Einwohner an drei Tagen die Dorfgeschichte nach. 1995 ein zweites Birsner-Musical: "Wir nehmen Sie in Sagen-Haft". Er war Autor einer Rundfunkglosse „Unser Ortsrumsteher“ (in SWR4 1999 bis 2005) über den Alltag als Diersheimer Ortsoberhaupt.

## Veröffentlichungen
- LP: Schwindelfrei (Stockfisch)
- LP: Furchenentgang (Sampler; Schnooge-Blues, Mannheim 1979)
- LP: Dreikäsehochs & Luftiküsse (Schnoog; Preis der deutschen Schallplattenkritik/Vierteljahresliste)
- Single: Wenn de Babbe in de Schlabbe in de Rappe dabbe duut (Schnoog)
- CD: Jubil-Jöh (Sampler; Schnoog)
- CD: Zeitverschiebung (Schnoog)
- CD: Viel akustische Nächte (Schnoog)
- CD: Geranjo (Schnoog)
- CD: Acoustic Setups (selected Sounds; EMI)
- CD: Phantamalia (Schnoog)
- CD: Hanauer Oowe (Sampler, Schnoog)
- CD: Birsner 2007 (Schnoog)
- CD: Hebby Birs-Day (Schnoog)
- CD: Harmonic Acoustics (Schnoog)

- Kinderbuch: Walbert & Piep. Schnoog Text und Ton, Diersheim 1995, ISBN 3-9803985-0-1.